# Públio Cornélio Maluginense Cosso
Públio Cornélio Maluginense Cosso (em latim: Publius Cornelius Maluginensis Cossus) foi um político da gente Cornélia nos primeiros anos da República Romana, eleito tribuno consular em 395 a.C..

## Tribunato consular (395 a.C.)
Públio Cornélio foi eleito em 395 a.C. com Públio Cornélio Cipião, Cesão Fábio Ambusto, Marco Valério Latucino Máximo, Lúcio Fúrio Medulino e Quinto Servílio Fidenato.
Aos dois irmãos, Cornélio Maluginense e Cornélio Cipião, foi confiada a campanha contra os faliscos, que não chegou a resultado concreto algum, enquanto Valério Latucino e Quinto Servílio atacaram os capenatos, que, ao final, foram obrigados a buscar a paz com Roma.
Na cidade, seguia feroz a polêmica sobre a subdivisão do butim obtido com a captura de Veios no ano anterior, que se acendeu ainda mais depois da proposta do tribuno da plebe Veio Tito Sicínio, de transferir boa parte da população de Roma para Veios, combatida fortemente pelos senadores.